# Parque Chacabuco

Lage von Parque Chacabuco in Buenos Aires

Parque Chacabuco ist ein Stadtteil südlich des Zentrums der argentinischen Hauptstadt Buenos Aires. Er hat fast 60.000 Einwohner (Stand von 2001) auf einer Fläche von 2,4 km² und gehört zur Comuna C7.

## Beschreibung

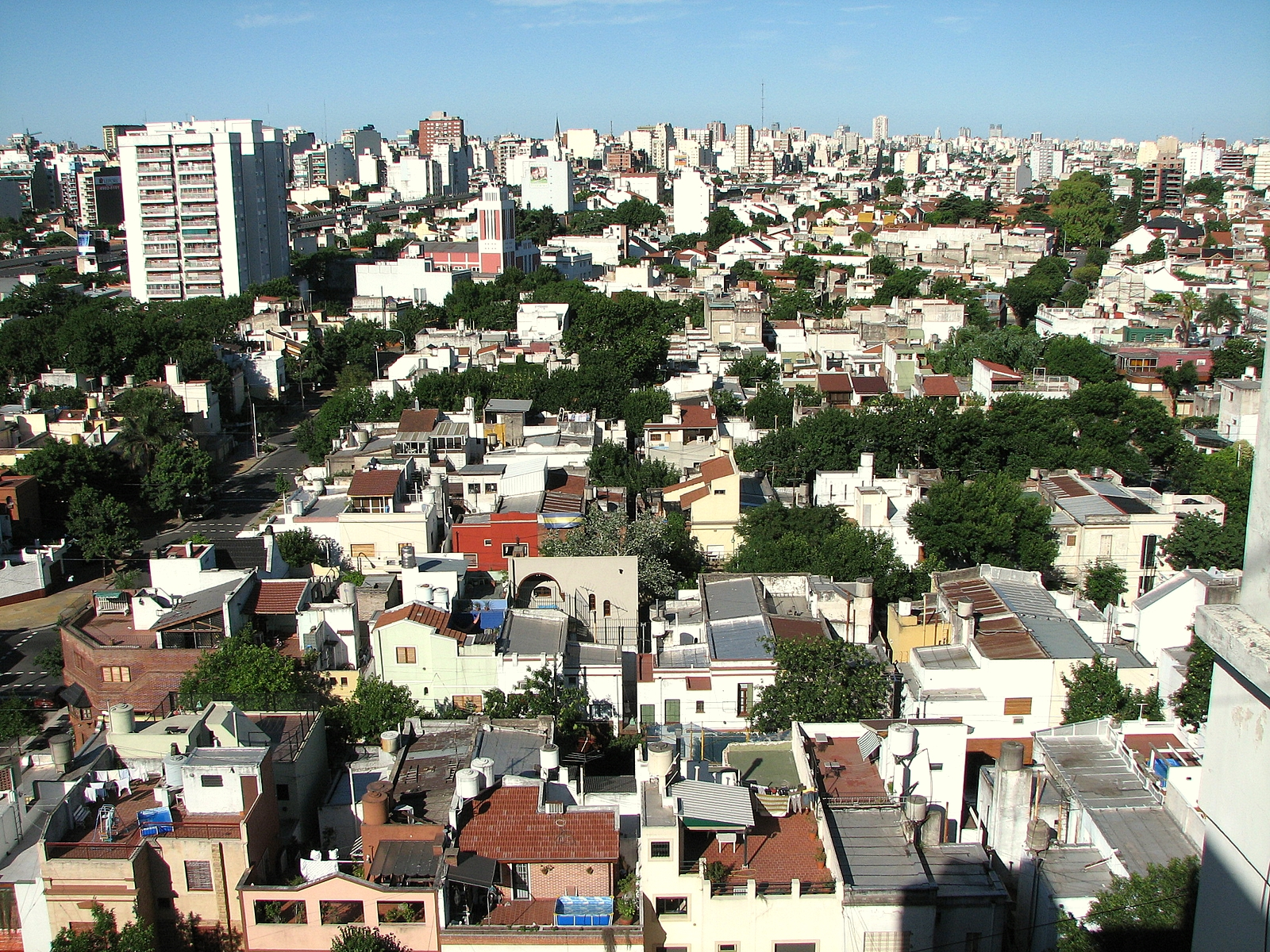
Aussicht auf Parque Chacabuco

Nördlich von Parque Chacabuco liegt Caballito, im Osten liegt Boedo, im Süden Nueva Pompeya und westlich des Stadtteils Flores. Das Viertel ist überwiegend Wohngebiet, gekennzeichnet durch niedrige Ein- und Mehrfamilienhäuser und geringe kommerzielle Tätigkeit.
Ein Teil von Parque Chacabuco, entlang der Straßen Av. Eva Perón, Carabobo, Av. Castañares und Av. La Plata, ist, aufgrund der großen Anzahl an koreanischen Einwanderern, auch als „Corea Town“ bekannt. Es gibt zwei Kulturzentren im Viertel, das Centro Cultural Sebastián Piana in der Av. La Plata 1151 und das Centro Cultural Enríque Santos Discépolo in der Av. La Plata 2193. Außerdem sind mehrere Sportvereine in Parque Chacabuco zuhause.
Parque Chacabuco erhielt seinen Namen durch den gleichnamigen Park, der sich im Stadtteil befindet. Der Name erinnert an die Schlacht von Chacabuco vom 12. Februar 1817, die Teil des chilenischen Unabhängigkeitskriegs war.
Der Stadtteiltag ist der 15. Mai.

## Weblinks
